# Always On Display

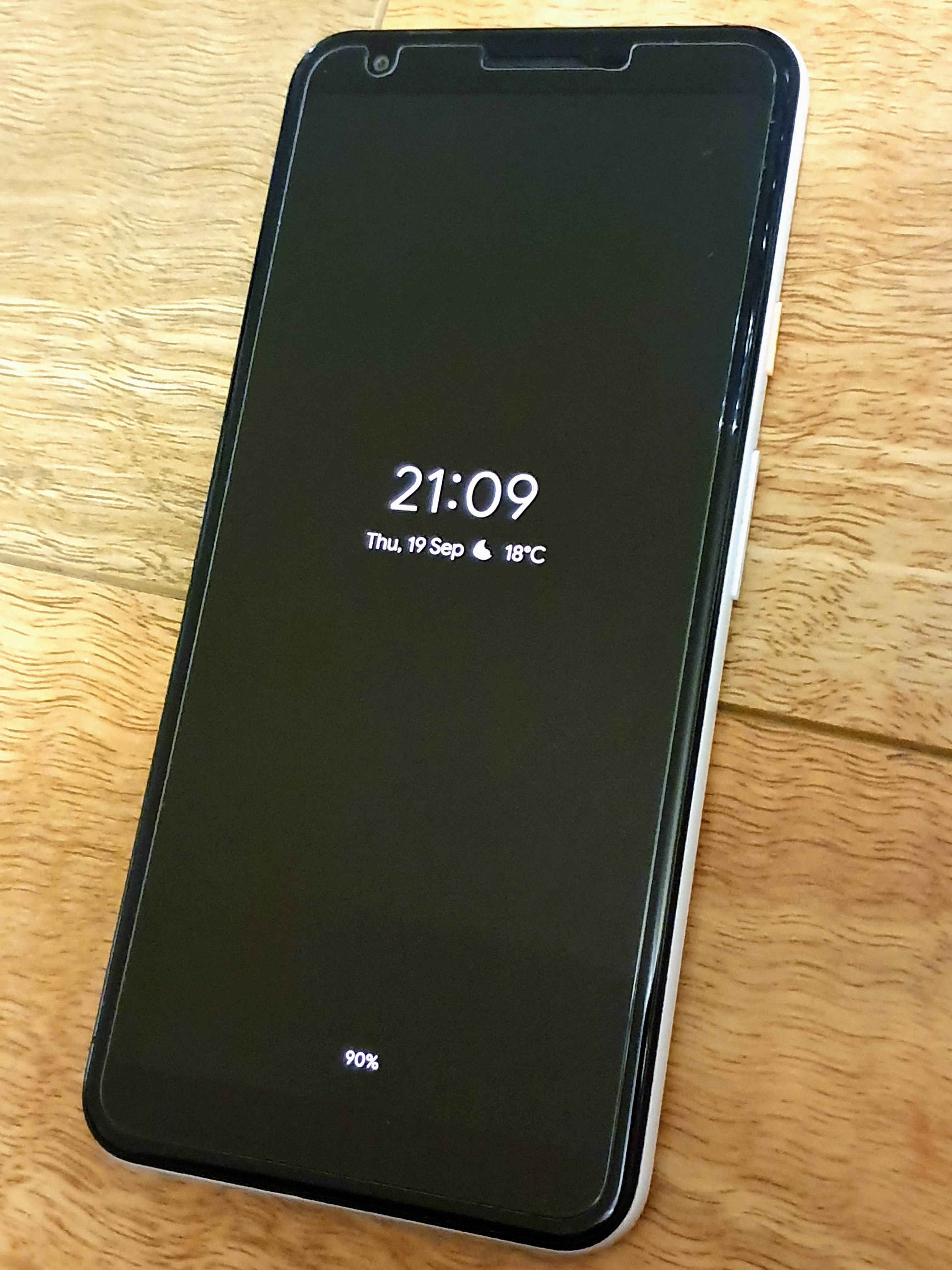
올웨이즈 온 디스플레이를 보여주는 픽셀 3a XL

Always On Display(올웨이즈 온 디스플레이) 또는 AOD는 삼성 갤럭시의 특정 모델에서 사용할 수 있는 슈퍼 AMOLED 기능이다. 2016년에 삼성 갤럭시 S7에 도입되었다.
이 기술은 2013년 노키아 루미아에 처음 사용되었으며 일부 모토로라와 LG전자 기기에도 사용되었다.
AOD가 포함된 전화는 슬립 모드 중에 화면의 한정된 부분을 유지시킬 수 있다. AOD는 시간, 날짜, 배터리 상태를 기본적으로 표시하지만 다양한 종류의 알림과 화면 보호기를 표시하도록 구성할 수 있다.
Always On Display 기능은 에너지를 소비한다. 삼성 갤럭시 S7과 S7 엣지가 블랙 픽셀을 끌 수 있는 AMOLED 화면을 갖추고 있지만 AOD를 사용 중에는 컬러, 센서, 프로세서 모두 에너지를 소비한다.